# Arie Slob

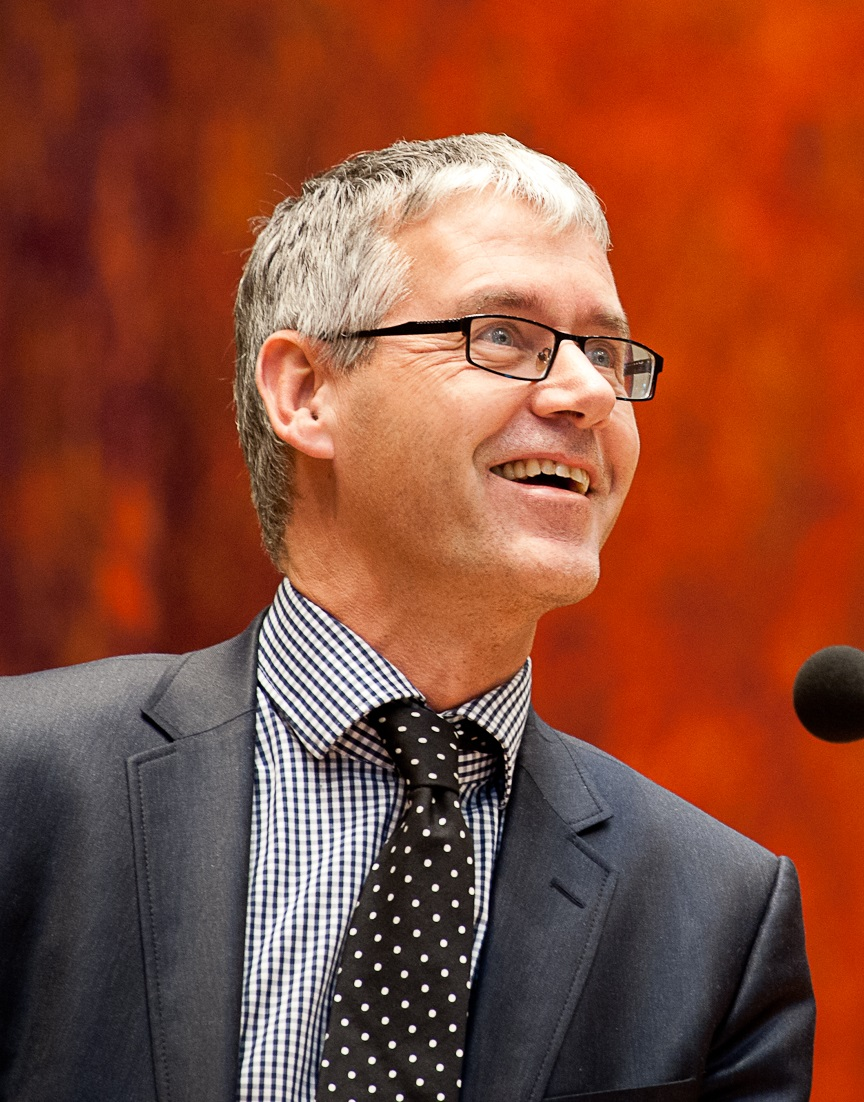
Arie Slob, 2012

Arie Slob (* 16. November 1961 in Nieuwerkerk aan den IJssel) ist ein niederländischer Politiker der ChristenUnie. Von Oktober 2017 bis Januar 2022 war er Minister für Schulwesen und Medien im Kabinett Rutte III.

## Leben
Slob hat Geschichte studiert, u. a. an der Reichsuniversität Groningen, und ist Lehrer und Projektleiter gewesen.
Von 1993 bis 2001 war er für den Gereformeerd Politiek Verbond (GPV), einen Vorläufer der ChristenUnie, Mitglied des Gemeinderates der Gemeinde Zwolle. Von 2001 bis 2015 war er, mit einer Unterbrechung von einem halben Jahr 2002, Mitglied der Zweiten Kammer des niederländischen Parlaments. Von 2007 bis 2010 und von 2011 bis 2015 war er auch Fraktionsvorsitzender.
Mit den Parlamentariern Brigitte van der Burg (VVD) und Jan ten Hoopen (CDA) legte er 2008 einen Gesetzentwurf vor, der die Hausbesetzung zurückdrängen sollte. Der Gesetzentwurf wurde angenommen. Am 1. Oktober 2010 trat das Gesetz in Kraft. Seitdem sind Hausbesetzungen verboten.
Arie Slob ist verheiratet und hat vier Kinder. Er lebt in Zwolle und ist Mitglied der Reformierten Kirchen in den Niederlanden (Befreit).